# Therasiella
Therasiella is een geslacht van weekdieren uit de klasse van de Gastropoda (slakken).

## Soorten
- Therasiella celinde (Gray, 1850)
- Therasiella elevata Cumber, 1967
- Therasiella neozelanica Cumber, 1967
- Therasiella pectinifera (Powell, 1935)
- Therasiella serrata Cumber, 1967
- Therasiella tamora (Hutton, 1883)